# Pierre-Maurice-Marie Rivière
Pierre-Maurice-Marie Rivière (Parigi, 7 novembre 1871 – Monaco, 7 novembre 1961) è stato un arcivescovo cattolico francese.

## Biografia
Monsignor Pierre-Maurice-Marie Rivière nacque a Parigi il 7 novembre 1871 ed era nipote della principessa d'Arenberg.

### Formazione e ministero sacerdotale
Il 22 dicembre 1894 fu ordinato diacono nella chiesa di Saint-Sulpice a Parigi dal cardinale François-Marie-Benjamin Richard de la Vergne. Il 7 luglio dell'anno successivo fu ordinato presbitero per l'arcidiocesi di Parigi nella cappella dell'Istituto Saint-Joseph des Carmes a Parigi da monsignor Félix-Jules-Xavier Jourdan de la Passardière, vescovo ausiliare di Rouen.
Durante la prima guerra mondiale fu cappellano militare e si unì allo squadrone dell'ammiraglio Frédéric Paul Moreau, sulla nave Truth. Al cardinale Léon-Adolphe Amette raccontò le difficoltà del suo ministero tra i marinai. Disse che a volte si trovò "di fronte a una vera e propria ostilità" da parte dei marinai che avevano perso la loro fede e religiosità dopo anni di combattimenti.
Nell'ottobre del 1917 venne smobilitato. Divenne quindi parroco della chiesa di San Domenico a Parigi fino al 1925 e poi della chiesa di San Tommaso d'Aquino a Parigi dal 1925 al 1936. Nel 1931 venne nominato canonico onorario della cattedrale di Notre-Dame di Parigi.

### Ministero episcopale
Il 2 marzo 1936 papa Pio XI lo nominò vescovo di Monaco. Ricevette l'ordinazione episcopale il 31 marzo successivo nella cattedrale di Notre-Dame di Parigi dal cardinale Jean Verdier, arcivescovo metropolita di Parigi, coconsacranti l'arcivescovo metropolita di Tours Louis-Joseph Gaillard e il vescovo di Versailles Benjamin-Octave Roland-Gosselin.
Il 13 maggio 1953 papa Pio XII accettò la sua rinuncia al governo pastorale della diocesi e lo nominò arcivescovo titolare di Anchialo.
Morì a Monaco il 7 novembre 1961, giorno del suo 90º compleanno.

## Genealogia episcopale
La genealogia episcopale è:
- Cardinale Scipione Rebiba
- Cardinale Giulio Antonio Santori
- Cardinale Girolamo Bernerio, O.P.
- Vescovo Claudio Rangoni
- Arcivescovo Wawrzyniec Gembicki
- Arcivescovo Jan Wężyk
- Vescovo Piotr Gembicki
- Vescovo Jan Gembicki
- Vescovo Bonawentura Madaliński
- Vescovo Jan Małachowski
- Arcivescovo Stanisław Szembek
- Vescovo Felicjan Konstanty Szaniawski
- Vescovo Andrzej Stanisław Załuski
- Arcivescovo Adam Ignacy Komorowski
- Arcivescovo Władysław Aleksander Łubieński
- Vescovo Andrzej Stanisław Młodziejowski
- Arcivescovo Kasper Kazimierz Cieciszowski
- Vescovo Franciszek Borgiasz Mackiewicz
- Vescovo Michał Piwnicki
- Arcivescovo Ignacy Ludwik Pawłowski
- Arcivescovo Kazimierz Roch Dmochowski
- Arcivescovo Wacław Żyliński
- Vescovo Aleksander Kazimierz Bereśniewicz
- Arcivescovo Szymon Marcin Kozłowski
- Vescovo Mečislovas Leonardas Paliulionis
- Arcivescovo Bolesław Hieronim Kłopotowski
- Arcivescovo Jerzy Józef Elizeusz Szembek
- Vescovo Stanisław Kazimierz Zdzitowiecki
- Cardinale Aleksander Kakowski
- Papa Pio XI
- Cardinale Jean Verdier, P.S.S
- Arcivescovo Pierre-Maurice-Marie Rivière